# Nomad – The Warrior
Nomad – The Warrior (kasachisch Көшпенділер) ist ein Historienepos aus dem Jahr 2005. Der Film zeichnet die Kindheit des Ablai Khan nach. Das Werk wurde in zwei Versionen gedreht, zum einen in einer kasachischen von Talgat Temenov, zum anderen in einer englischen Fassung von Ivan Passer und Sergei Bodrow.
Die deutsche DVD-Erstveröffentlichung war am 7. April 2008, die Fernsehpremiere erfolgte am 14. November 2008 unter dem Titel Nomad – Fürst der Steppe.

## Handlung
Fremde Invasoren bedrohen im frühen 18. Jahrhundert die von friedlichen Nomadenstämmen bevölkerte kasachische Steppe. Eine besondere Gefahr geht hierbei von den Kriegern der Dsungaren aus, die von der Mongolei kommend immer wieder in das Land einfallen. Die Eindringlinge haben bei ihren Angriffen ein leichtes Spiel, da die versprengten und teilweise verfeindeten Kasachenstämme sich nicht auf eine gemeinsame Führung einigen können. Die einzige Hoffnung ist eine alte Prophezeiung, wonach sich eines Tages ein Führer erhebt, um die Nation zu einigen und das leidgeprüfte Land von den Feinden zu befreien.
Oraz der Weise, ein ruhmreicher Krieger, widmet sein Leben der Suche nach ebendiesem Kind. Als er den Neugeborenen entdeckt, wird dessen Leben bereits von anrückenden Dsungarenhorden bedroht. Oraz rettet den frisch geborenen Adelsknaben, wenngleich die Mutter des Säuglings ermordet wird. Anschließend reist er nach Türkistan, um Kindsvater Sultan Wali zu überzeugen, ihm den Kleinen zu überlassen. Schweren Herzens übergibt Sultan Wali seinen Sohn in die Obhut von Oraz. In den folgenden Jahren bildet der Kasachen-Krieger mehrere Knaben zu stolzen Kämpfern aus, darunter auch Sultansohn Mansur und dessen Freund Erali. Die jungen Männer wachsen wie Brüder mit der attraktiven Gaukhar auf, die von beiden später umworben wird.
Nach Jahren lässt Großkhan Galdan, der Führer der Dsungaren, fieberhaft nach dem kasachischen Helden suchen, um ihn zu töten. Die vom brutalen Heerführer Sharish angeführten Streitmächte überfallen daraufhin abermals das Steppenland und töten alle Männer, derer sie habhaft werden können. Oraz bereitet sich indes in Türkistan mit seinen Zöglingen auf die Verteidigung der Stadt vor. Noch bevor es zu einem größeren Blutvergießen kommt, treten Mansur und Sharish in einem tödlichen Duell aufeinander. Mansur rächt den Tod seiner Mutter und tötet Sharish – größere Kampfhandlungen bleiben aus. Als „Held der kasachischen Nation“ erhält Mansur schließlich den Beinamen Ablai.
Dann trennen sich die Wege Ablais und Eralis, der heimlich die verschleppte Gaukhar befreien will. Als der Sultansohn ebenfalls in dsungarische Gefangenschaft gerät, landen alle drei Protagonisten getrennt voneinander im Lager des Großkhans. Der gefangene Hoffnungsträger der Kasachen wird dort einer Probe unterzogen. Galdan lässt ihn gegen einen maskierten Unbekannten auf Leben und Tod kämpfen – gegen Erali. Mansur geht siegreich aus dem Kampf hervor und erweist sich vor den Augen des Großkhans als der tapfere Krieger der Prophezeiung. Noch bevor Galdan seinem Kontrahenten die Freiheit schenkt – das Gesetz der Nomaden gebietet ihm den Weggang – flüchtet dieser mit Gaukhar aus dem Lager der Feinde.
Sechs Monate später belagert das hochgerüstete Heer der Dsungaren Türkistan. In der 100-tägigen Schlacht besiegt Ablai die Aggressoren durch die Vereinigung der kasachischen Stämme.

## Kritiken
Das Lexikon des internationalen Films schrieb, dass die für den internationalen Markt ausgerichtete Großproduktion vor „Pathos und Patriotismus“ triefe. Dennoch fessele die „eher schlichte Geschichte“ durch „großartige Landschaftsaufnahmen und überwältigende Schlacht-Panoramen.“